# 尼伯尔
尼伯尔是德国石勒苏益格－荷尔斯泰因州的一个市镇。总面积14.02平方公里，总人口1578人，其中男性834人，女性744人（2011年12月31日），人口密度113人/平方公里。